# Empire (Shakira)
Empire è un singolo della cantante colombiana Shakira, pubblicato il 25 febbraio 2014 come secondo estratto dal decimo album in studio Shakira.

## Video musicale
Il video è stato reso disponibile il 25 marzo 2014 con la regia di Darren Craig, Jonathan Craven e Jeff Nicholas e mostra la cantante in abito da sposa in procinto di entrare in chiesa per sposarsi. Improvvisamente, però, cambia idea e fugge vagando a lungo per la campagna. Queste scene sono alternate ad altre in cui Shakira in abito da sposa prende fuoco sui gradini della chiesa. Il video termina con Shakira che, vestita di nero, balla in un ambiente apparentemente abbandonato.

## Tracce
Download digitale, CD promozionale
1. Empire – 4:00

CD singolo (Europa)
1. Empire (Album Version) – 3:59
2. Empire (I.Y.F.F.E Remix) – 4:11